# Point de ramollissement Kraemer-Sarnow
 (signalé en mai 2025).
Si vous disposez d'ouvrages ou d'articles de référence ou si vous connaissez des sites web de qualité traitant du thème abordé ici, merci de compléter l'article en donnant les références utiles à sa vérifiabilité et en les liant à la section « Notes et références ».
- Archive Wikiwix
- Bing
- Cairn
- DuckDuckGo
- E. Universalis
- Gallica
- Google
- G. Books
- G. News
- G. Scholar
- Persée
- Qwant
- (zh) Baidu
- (ru) Yandex
- (wd) trouver des œuvres sur Wikidata

Le point de ramollissement Kraemer-Sarnow est la température de ramollissement d'un matériau carboné fusible tel que le bitume déterminée par la méthode Kraemer-Sarnow.

## Principe
Une petite quantité de mercure (5 g) est déposé sur un petit disque du matériau à analyser contenu dans un anneau de métal fixé à l'extrémité inférieure d'un tube. L'ensemble est chauffé dans un bain, à vitesse constante, jusqu'à ce que le mercure passe à travers le matériau et se retrouve au fond du tube. La température à laquelle se réalise ce passage est la température de ramollissement Kraemer-Sarnow (TKS).
Pour les bitumes, plus ceux-ci sont durs et plus le point de ramollissement est élevé.
On a approximativement : TKA = TKS + 12 °C.